# Frédéric-Auguste de Schleswig-Holstein-Sonderbourg-Augustenbourg
Titre
Duc de Schleswig-Holstein-Sonderbourg-Augustenbourg
11 mars 1869 – 14 janvier 1880
(10 ans et 7 mois)
Frédéric-Auguste de Schleswig-Holstein-Sonderbourg-Augustenbourg, né à Borg le 6 juillet 1829 et mort le 14 janvier 1880, fut duc de Schleswig-Holstein-Sonderbourg-Augustenbourg de 1869 à 1880 et duc de Schleswig-Holstein (sous le nom de Frédéric VIII) de 1863 à 1880.

## Famille
Fils de Christian-Auguste II de Schleswig-Holstein-Sonderbourg-Augustenbourg et de Louise-Sophie de Danneskiold-Samsøe.

### Mariage et descendance
Le 11 septembre 1856, Frédéric-Auguste de Schleswig-Holstein-Sonderbourg-Augustenbourg épousa Adélaïde de Hohenlohe-Langenbourg (1835-1900).
Sept enfants sont nés de cette union :
- Frédéric (1857-1858) ;
- Augusta-Victoria de Schleswig-Holstein-Sonderbourg-Augustenbourg (1858-1921), en 1881, elle épousa l'empereur Guillaume II (le « Kaiser ») (1859-1941) ;
- Caroline-Mathilde de Schleswig-Holstein-Sonderbourg-Augustenbourg (1860-1932), elle épousa Frédéric-Ferdinand de Schleswig-Holstein-Sonderbourg-Glücksbourg (1855-1934) ;
- Gérard (1862-1862) ;
- Ernest-Gonthier (1863-1921), duc de Schleswig-Holstein, épousa en 1898 Dorothée de Saxe-Cobourg (1881-1967), petite-fille du roi des Belges Léopold II ;
- Louise-Sophie de Schleswig-Holstein-Sonderbourg-Augustenbourg (1866-1952), en 1889, elle épousa Frédéric-Léopold de Prusse (1865-1931), fils de Frédéric-Charles de Prusse et arrière-petit-fils de Frédéric-Guillaume III ;
- Théodora de Schleswig-Holstein-Sonderbourg-Augustenbourg (de) (1874-1910).

## Biographie
Frédéric-Auguste de Schleswig-Holstein fut peut-être le prince danois de sa génération le plus Danois de la Maison royale du Danemark. Sa famille descendait de la première branche de la Maison d'Oldenbourg, celle-ci comptait parmi ses ancêtres toutes les dynasties royales scandinaves du Moyen Âge. La mère de Frédéric-Auguste de Schleswig-Holstein, Louise-Sophie de Danneskiold-Samsøe, appartenait à une ancienne famille danoise. Sa grand-mère paternelle, la princesse royale du Danemark, Louise Augusta de Danemark, était la fille officielle de Christian VII. Son grand-père paternel, le duc Frédéric-Christian II de Schleswig-Holstein-Sonderbourg-Augustenbourg, comptait parmi ses aïeuls deux dames de la haute noblesse danoise : Frédérique Louise Danneskjold-Samsøe et Sophie von Ahlefeldt, comtesse Reventlow. À cette époque de la montée du nationalisme allemand, la famille de Frédéric-Auguste de Schleswig-Holstein fonda de grands espoirs car cette ascendance et les opinions libérales qu'il professait seraient considérées d'une façon favorable par les partisans au moment où la succession devra être résolue. La famille de Frédéric-Auguste de Schleswig-Holstein le prépara donc à succéder à Frédéric VII.
Ce fut Christian de Schleswig-Holstein-Sonderbourg-Glücksbourg (Christian IX) et son épouse Louise de Hesse-Cassel, soutenus par le Royaume-Uni, qui succédèrent à Frédéric VII le 15 novembre 1863. Leur fille Alexandra épousa la même année le prince de Galles.
Le 19 novembre 1863, Frédéric-Auguste devint duc de Schleswig-Holstein sous le nom de Frédéric VIII de Schleswig-Holstein.

## Généalogie
Frédéric-Auguste de Schleswig-Holstein-Sonderbourg-Augustenbourg appartient à la première branche de la Maison de Schleswig-Holstein-Sonderbourg, cette première lignée est issue de la première branche de la Maison d'Oldenbourg. Cette lignée s'éteignit en 1931 au décès de Albert de Schleswig-Holstein.